# Europäische Jugendhauptstadt

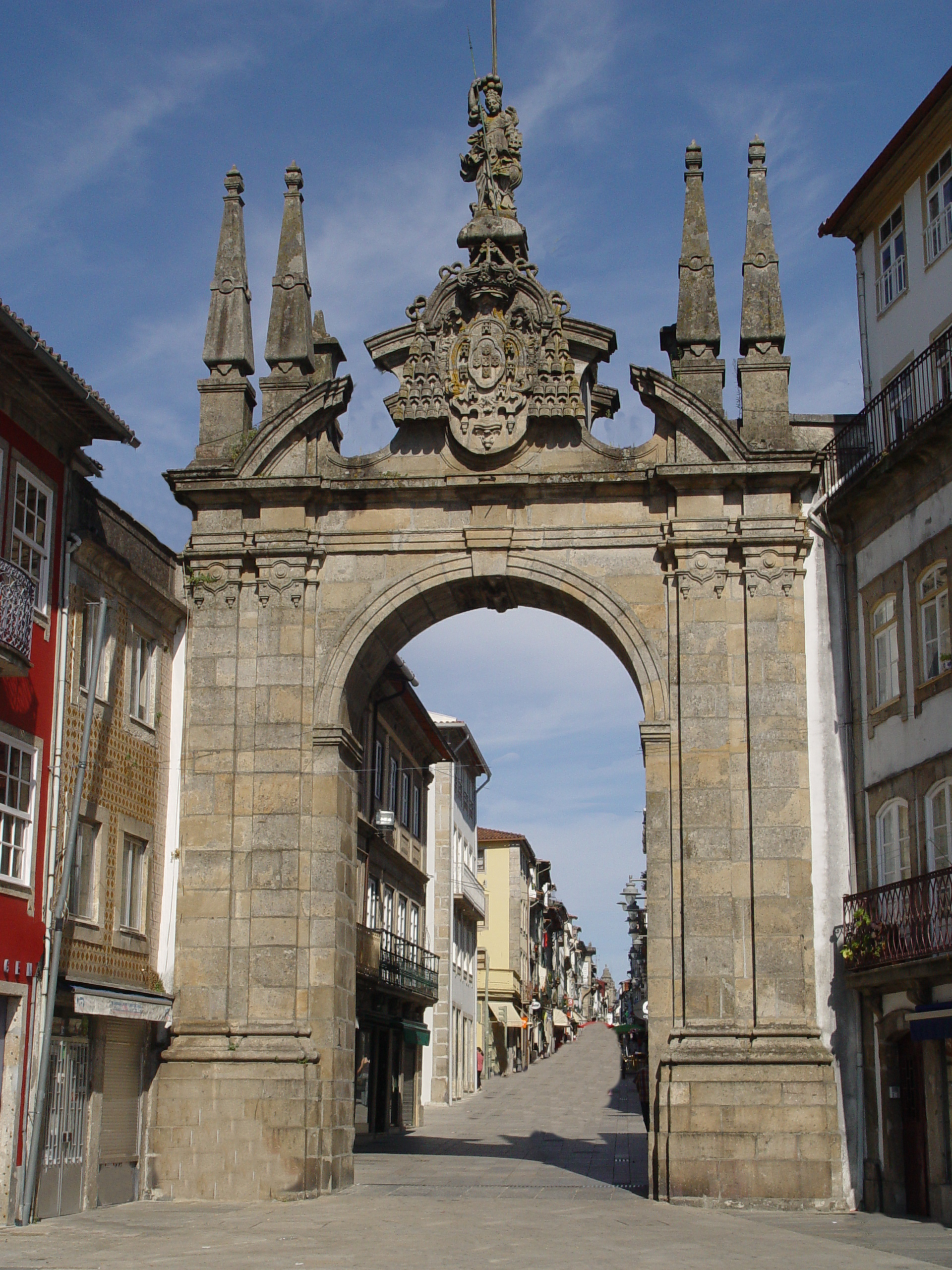
(2012)

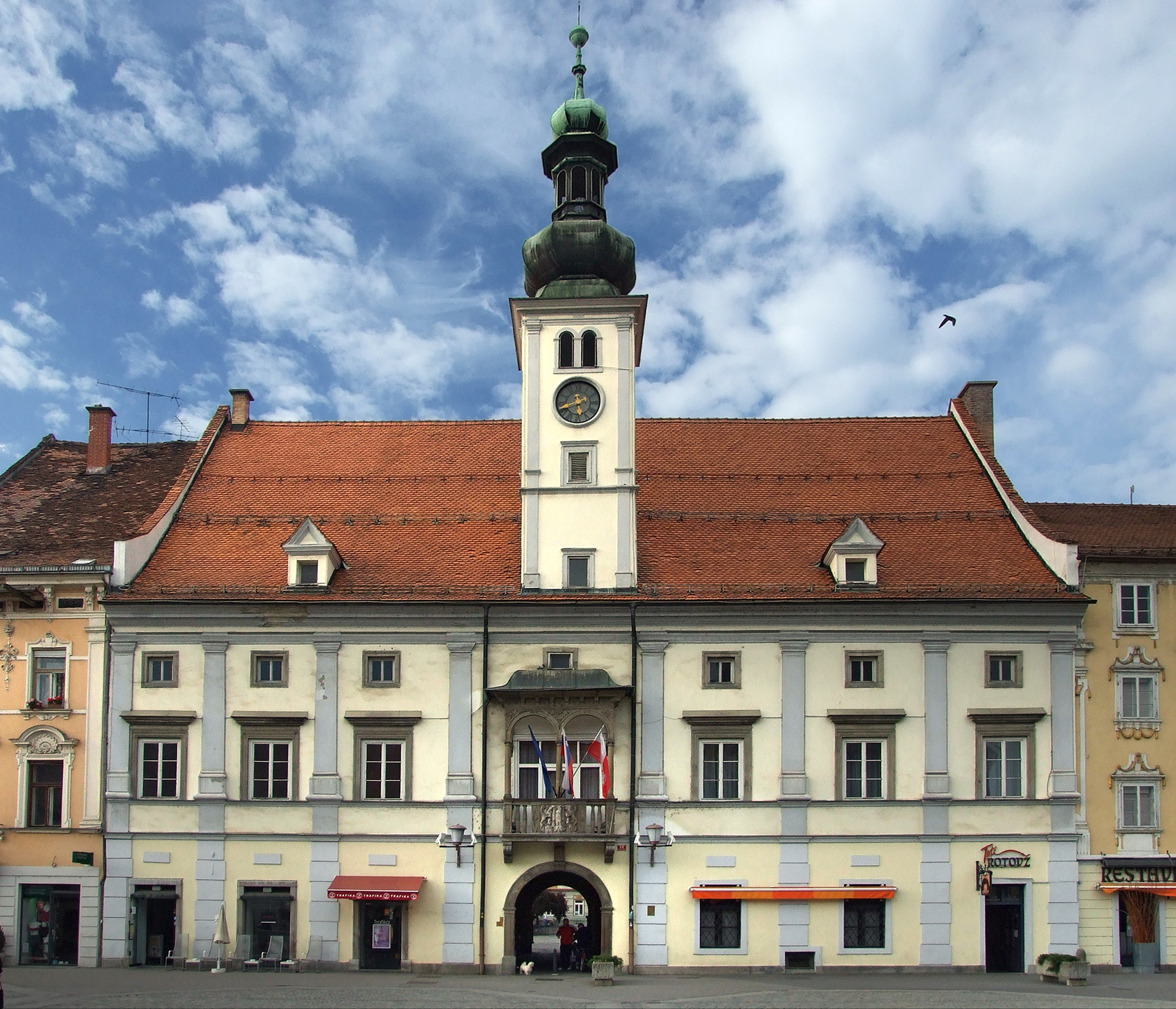
(2013)

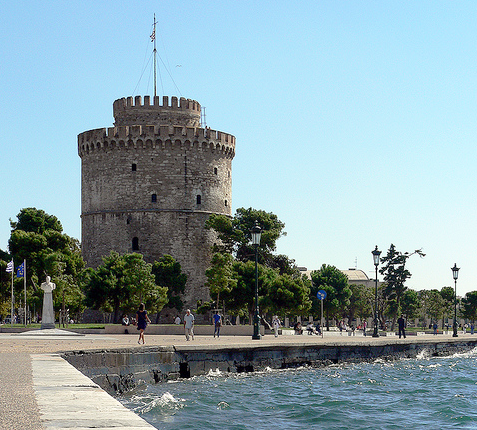
(2014)

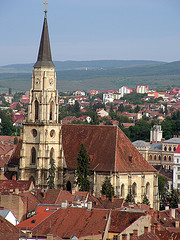
(2015)

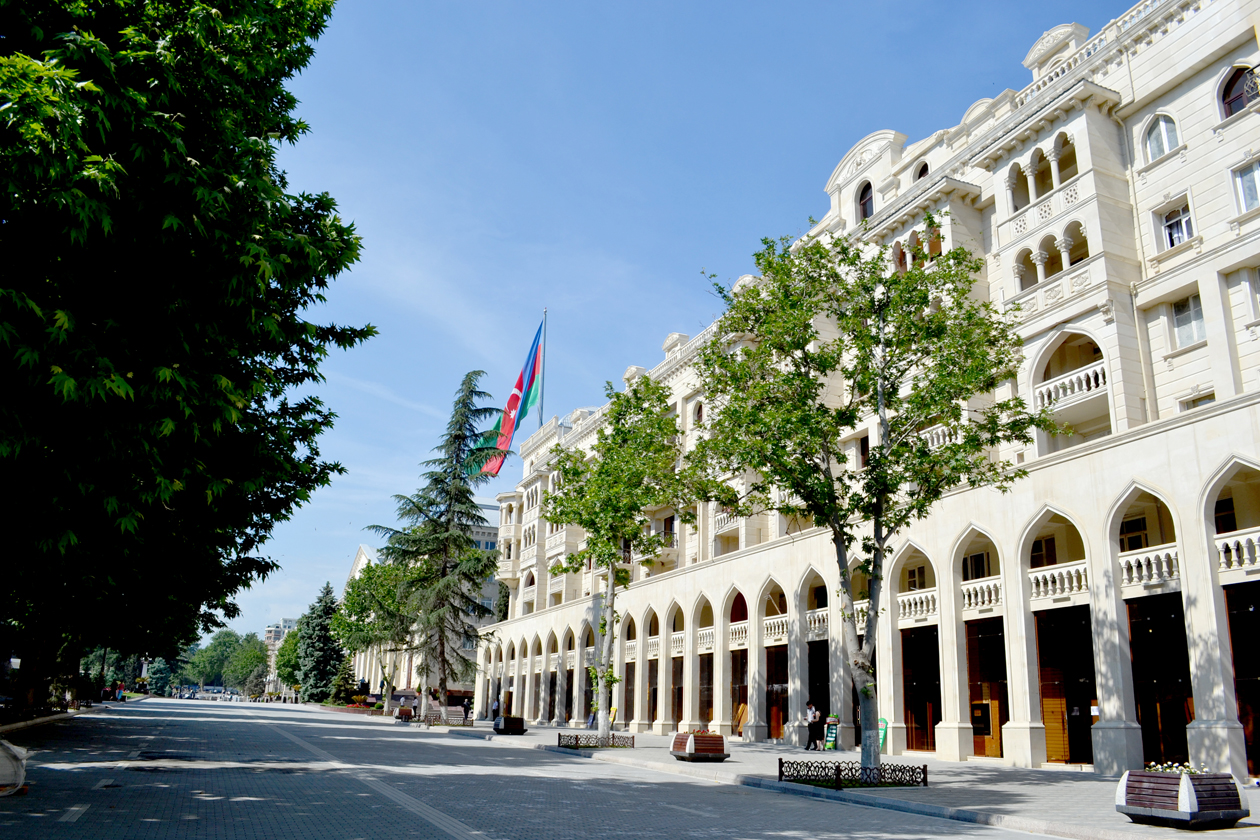
(2016)

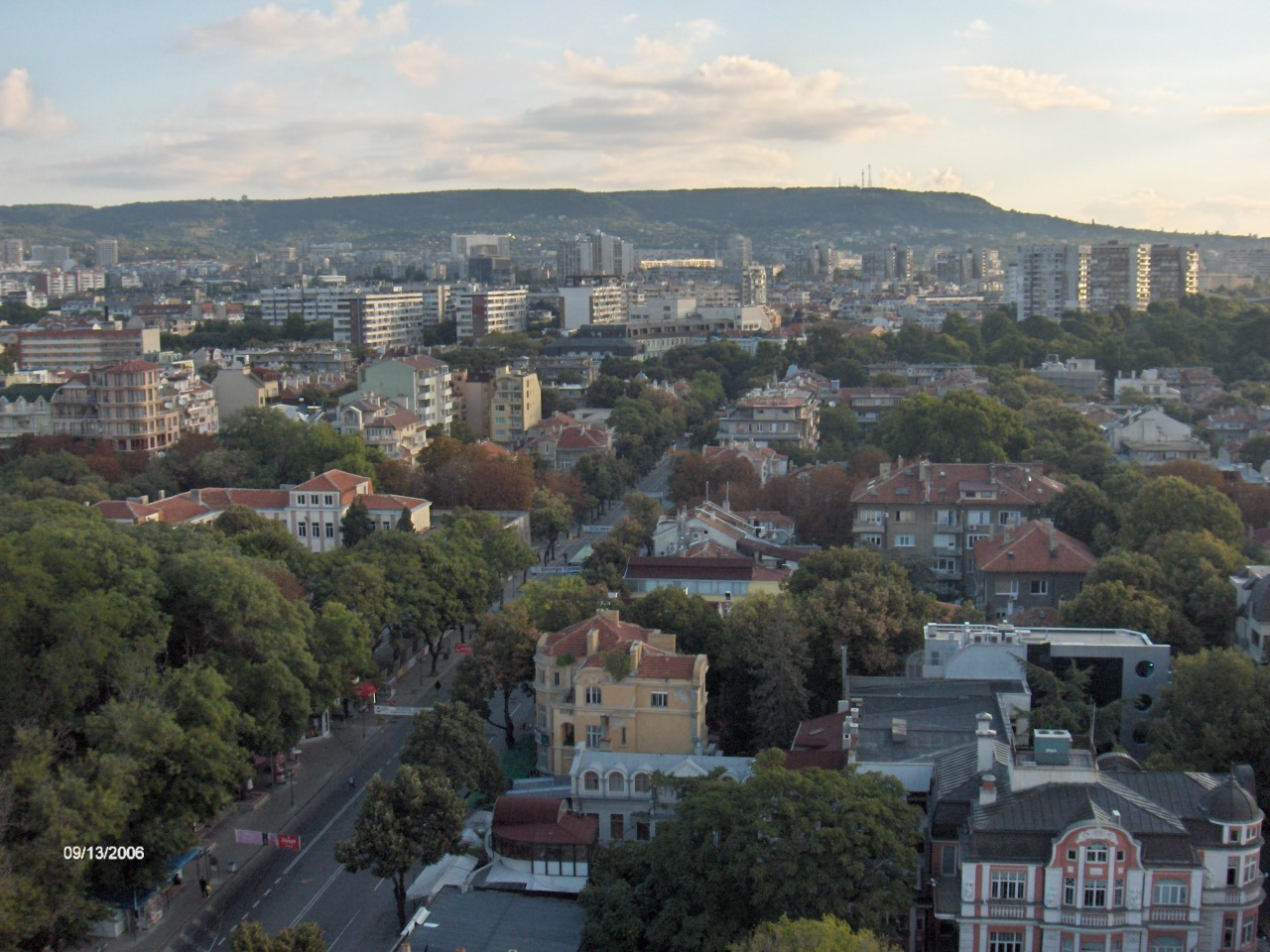
(2017)

Die Europäische Jugendhauptstadt ist eine Auszeichnung, die an europäische Städte für die Dauer eines Jahres vergeben wird. Ziel ist es, den Städten die Gelegenheit zu geben, sich mit einem vielseitigen Programm zu präsentieren. Dabei stehen die Jugendkultur und die soziale, politische und wirtschaftliche Entwicklung im Vordergrund. Die Europäische Jugendhauptstadt ist eine Initiative des Europäischen Jugendforums. Als erste Stadt wurde 2009 das niederländische Rotterdam ausgezeichnet. Für das Jahr 2025 erhielt die ukrainische Stadt Lwiw diesen Titel.

## Ziele
Das Ziel der Initiative ist es, den innereuropäischen Austausch zwischen jungen Menschen zu fördern. Zu den wichtigsten Aspekten des Programmes gehört, das Leben der Jugendlichen in den Städten über den Zeitraum der Auszeichnung hinaus zu verbessern. Zudem sollen die Jugendlichen an der Planung und Durchführung der Veranstaltungen im Rahmen der Auszeichnung beteiligt werden. Auch die aktive Beteiligung der Jugendlichen in die Gesellschaft zu fördern, und so eine bessere Zukunft zu ermöglichen, ist ein Anliegen des Programmes. Die Städte können weiterhin von Tourismus und einem gestiegenen internationalen Ansehen profitieren.

## Hauptstädte 2009–2027
| Jahr | Stadt        | Staat         | Bemerkungen                                                                                            |
| ---- | ------------ | ------------- | --- |
| 2009 | Rotterdam    | Niederlande   | |
| 2010 | Turin        | Italien       | |
| 2011 | Antwerpen    | Belgien       | |
| 2012 | Braga        | Portugal      | |
| 2013 | Maribor      | Slowenien     | |
| 2014 | Thessaloniki | Griechenland  | |
| 2015 | Cluj-Napoca  | Rumänien      | andere Kandidaten: Katowice, San Cristóbal de La Laguna, Badajoz, Iwanowo, Vilnius, Gəncə, Lecce, Perm |
| 2016 | Gəncə        | Aserbaidschan | andere Kandidaten: Warna, Vilnius, San Cristóbal de La Laguna, Badajoz                                 |
| 2017 | Warna        | Bulgarien     | andere Kandidaten: Cascais, Galway, Newcastle upon Tyne, Perugia                                       |
| 2018 | Cascais      | Portugal      | |
| 2019 | Novi Sad     | Serbien       | |
| 2020 | Amiens       | Frankreich    | |
| 2021 | Klaipėda     | Litauen       | |
| 2022 | Tirana       | Albanien      | |
| 2023 | Lublin       | Polen         | andere Kandidaten: Baia Mare, Kasan                                                                    |
| 2024 | Gent         | Belgien       | andere Kandidaten: Chișinău, Lwiw und Veszprém                                                         |
| 2025 | Lwiw         | Ukraine       | andere Kandidaten: Fuenlabrada, Izmir und Tromsø                                                       |
| 2026 | Tromsø       | Norwegen      | andere Kandidaten: Izmir, Málaga, Sarajevo und Vila do Conde                                           |
| 2027 |              |               | Kandidaten: Chișinău, Fuenlabrada, Málaga, Parma und Skopje                                            |